# Dios es nuestro refugio (Mozart)

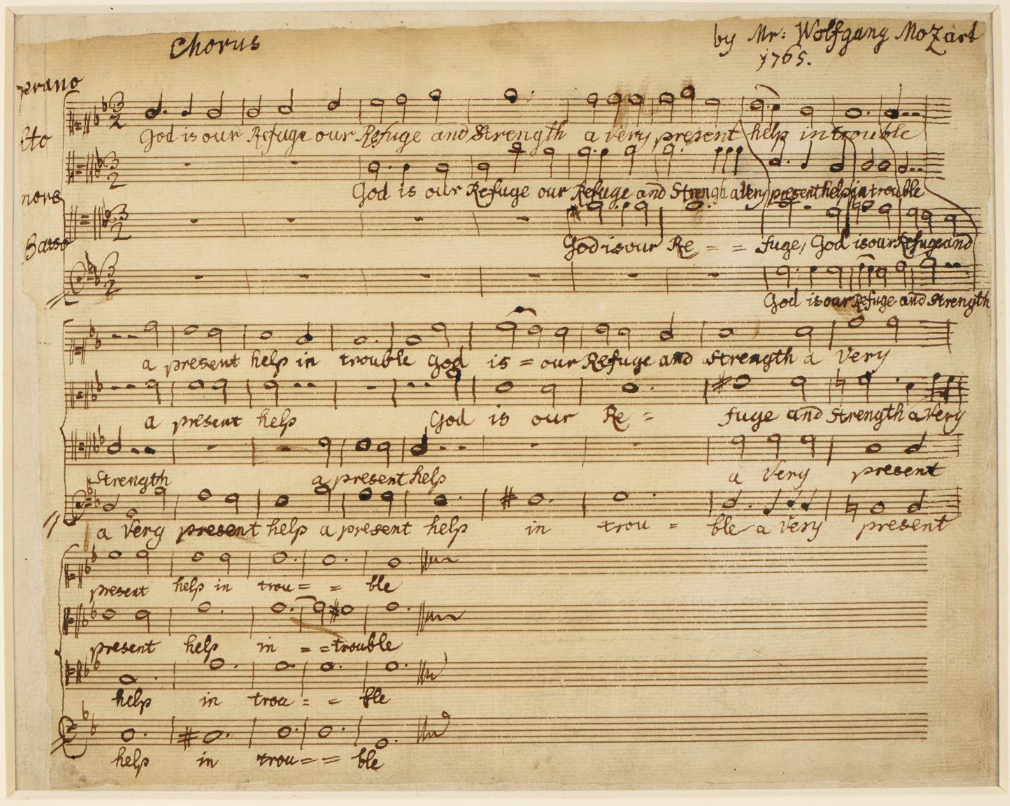
Manuscrito del motet God is our Refuge (Museo Británico)

Dios es nuestro refugio (original en inglés, God is our refuge) en sol menor, K. 20, es un motete para cuatro voces mixtas, compuesto por Wolfgang Amadeus Mozart en el mes de julio de 1765, cuando solo tenía nueve años de edad. La obra fue escrita en Londres, en el transcurso del gran viaje de la familia Mozart por Europa, siendo estrenada allí ese mismo mes.

## Análisis
La obra presenta una extensión de veintitrés compases y está escrita en compás de 3/2. Las voces, que cantan sobre el texto en inglés del Salmo 46:1, entran de forma escalonada, con el mismo motivo rítmico, cada dos compases.

## Historia
A pesar de su corta extensión, la composición revela la influencia de la polifonía de los himnos ingleses del siglo XVI. Karl Pfannhauser señaló en 1959 que la composición, por su tonalidad y por su construcción temática, parece tomar como modelo la musicalización del mismo salmo llevada a cabo por Jonathan Battishill, obra que el joven Mozart pudo haber conocido. El padre de Mozart, Leopold, presentó el manuscrito original al Museo Británico, institución que expresó su agradecimiento en una carta fechada el 19 de julio de 1765.